# Lake Moeraki
Der Lake Moeraki ist ein See in der Region West Coast auf der Südinsel von Neuseeland.

## Geographie
Der Lake Moeraki befindet sich rund 25 km nordöstlich von Haast und rund 2,3 km von der Küste zur Tasmansee entfernt. Mit einer Flächenausdehnung von rund 2,28 km² erstreckt sich der See über eine Länge von rund 2,98 km in Nordwest-Südost-Richtung und misst an seiner breitesten Stelle rund 1 km in Südwest-Nordost-Richtung.
Gespeist wird der Lake Moeraki durch den von Südosten kommenden Moeraki River, der den See auch an seinem nordwestlichen Ende zur Tasmansee hin entwässert.
Der New Zealand State Highway 6 begleitet den See der Länge nach an seinem nordöstlichen Ufer.

## Siedlung
Unweit der Mündung des Sees in den Moeraki River befindet sich eine kleine Siedlung, die auch den Namen des Sees trägt.